# Алекно, Лоран Владимирович
Лора́н Влади́мирович Але́кно (18 сентября 1996, Тур) — российский волейболист, связующий. Сын волейболиста и тренера Владимира Алекно.

## Биография
До 11 лет жил во Франции с матерью, где волейболом не занимался. Затем два года жил с родителями в Москве, с 13 лет — в Казани, где играл за «Зенит-УОР» в молодёжной лиге, за «Академию» в высшей лиге А, а с 2017 года был сменщиком Александра Бутько в «Зените».
24 мая 2021 года Алекно объявил о завершении карьеры (в 24 года).

## Достижения
Бронзовый призёр Молодежной лиги (2014)
— Обладатель Суперкубка России (2017, 2018, 2020)
— Обладатель Кубка России (2017, 2018, 2019)
— Победитель Клубного чемпионата мира (2017)
— Чемпион России (2018)
— Победитель Лиги чемпионов (2018)
— Серебряный призёр Чемпионата России (2019)
— Серебряный призёр Лиги чемпионов (2019)
— Бронзовый призёр клубного чемпионата мира (2019)